# ميشاب (كتشو)
میشاب (بالفارسية: میشاب) هي قرية تقع في إيران في قسم کتشو الريفي. يقدر عدد سكانها بـ 6 نسمة بحسب إحصاء 2016.